# Weight and balance
Il Weight and Balance, anche conosciuto con il termine W/B o Centraggio, è quel dipartimento che si occupa di bilanciare un aeromobile, sia utilizzando supporti informatici, tecnicamente definiti DCS (Departure Control System), oppure, in caso di inattività di questi sistemi, operando manualmente tale bilanciamento tramite dei documenti cartacei chiamati Loadmessage e Trimsheet, che uniti tra loro creano un Loadsheet.
Gli operatori addetti al W/B devono partecipare a dei corsi specifici che li abilitino all'utilizzo dei sistemi informatici; questo generalmente viene fatto o dalle compagnie aeree che poi serviranno, oppure dalle proprie società di appartenenza.
Per rendere più pratico e chiaro il compito di questo dipartimento si immagini l'aereo come se fosse un tubo vuoto posto in equilibrio sul centro di gravità o fulcro, diviso longitudinalmente in due parti, quella superiore destinata ai passeggeri e quella inferiore destinata ai bagagli, merce e posta. Il compito del dipartimento è perciò distribuire questi pesi all'interno del tubo facendo in modo che l'aereo resti sempre in equilibrio, senza sbilanciarsi in avanti o indietro, bilanciando così l'aereo. La realtà è ovviamente molto più complessa. Chi si occupa di W/B deve tener conto di molteplici fattori: quanto carburante imbarca l'aereo, dove sono posizionate le merci o i bagagli, in quale zona dell'aereo sono seduti i passeggeri, ed inoltre la conformazione dell'aereo.